# Волейбол на Играх Юго-Восточной Азии
Волейбольные турниры Игр Юго-Восточной Азии — соревнования для национальных сборных команд стран макрорегиона Юго-Восточная Азия, проводимые в рамках Игр Юго-Восточной Азии.
С 1959 раз в два года (кроме 1963) проводились Игры полуострова Юго-Восточной Азии, в которых принимали участие государства Индокитая (Бирма, Таиланд, Малайзия, Южный Вьетнам, Лаос, Камбоджа, а также Сингапур). В 1977 в число участников вошли Индонезия и Филиппины и соревнования получили современное название. Мужской волейбол включён в программу первых игр, женский — в программу третьих (1965). 
За всё время проведения Игр волейбол лишь раз не был включён в их программу — в 1999 году. Наибольшее количество раз в волейбольных турнирах Игр Юго-Восточной Азии (с 1977) побеждали сборные Таиланда (8 раз у мужчин и 16 — у женщин) и Индонезии (12 и 1). Трижды в турнире мужских сборных побеждала Мьянма (Бирма), 6 раз у женщин — Филиппины.

## Призёры

### Мужчины
| Год                                 | Место проведения                    | Золото                              | Серебро                             | Бронза                              |
| Игры полуострова Юго-Восточной Азии | Игры полуострова Юго-Восточной Азии | Игры полуострова Юго-Восточной Азии | Игры полуострова Юго-Восточной Азии | Игры полуострова Юго-Восточной Азии |
| ----------------------------------- | ----------------------------------- | ----------------------------------- | ----------------------------------- | ----------------------------------- |
| 1959                                | Бангкок (Таиланд)                   | ?                                   | ?                                   | ?                                   |
| 1961                                | Рангун (Бирма)                      | ?                                   | ?                                   | ?                                   |
| 1965                                | Куала-Лумпур (Малайзия)             | ?                                   | ?                                   | ?                                   |
| 1967                                | Бангкок (Таиланд)                   | ?                                   | ?                                   | ?                                   |
| 1969                                | Рангун (Бирма)                      | Бирма                               | ?                                   | ?                                   |
| 1971                                | Куала-Лумпур (Малайзия)             | ?                                   | ?                                   | ?                                   |
| 1973                                | Сингапур (Сингапур)                 | Кхмерская Республика                | Южный Вьетнам                       | Лаос                                |
| 1975                                | Бангкок (Таиланд)                   | Таиланд                             | Бирма                               | ?                                   |
| Игры Юго-Восточной Азии             |                                     |                                     |                                     |                                     |
| 1977                                | Куала-Лумпур (Малайзия)             | Бирма                               | Филиппины                           | Таиланд                             |
| 1979                                | Джакарта (Индонезия)                | Бирма                               | Индонезия                           | Филиппины                           |
| 1981                                | Манила (Филиппины)                  | Индонезия                           | Бирма                               | Филиппины                           |
| 1983                                | Сингапур (Сингапур)                 | Бирма                               | Индонезия                           | Филиппины                           |
| 1985                                | Бангкок (Таиланд)                   | Таиланд                             | Индонезия                           | Сингапур                            |
| 1987                                | Джакарта (Индонезия)                | Индонезия                           | Бирма                               | Таиланд                             |
| 1989                                | Куала-Лумпур (Малайзия)             | Индонезия                           | Мьянма                              | Таиланд                             |
| 1991                                | Манила (Филиппины)                  | Индонезия                           | Таиланд                             | Филиппины                           |
| 1993                                | Сингапур (Сингапур)                 | Индонезия                           | Таиланд                             | Сингапур                            |
| 1995                                | Чиангмай (Таиланд)                  | Таиланд                             | Мьянма                              | Индонезия                           |
| 1997                                | Джакарта (Индонезия)                | Индонезия                           | Таиланд                             | Филиппины                           |
| 2001                                | Куала-Лумпур (Малайзия)             | Таиланд                             | Малайзия                            | Мьянма                              |
| 2003                                | Ханой (Вьетнам)                     | Индонезия                           | Таиланд                             | Мьянма                              |
| 2005                                | Манила (Филиппины)                  | Таиланд                             | Индонезия                           | Вьетнам                             |
| 2007                                | Накхонратчасима (Таиланд)           | Индонезия                           | Вьетнам                             | Таиланд                             |
| 2009                                | Вьентьян (Лаос)                     | Индонезия                           | Таиланд                             | Мьянма                              |
| 2011                                | Палембанг (Индонезия)               | Таиланд                             | Индонезия                           | Вьетнам                             |
| 2013                                | Нейпьидо (Мьянма)                   | Таиланд                             | Индонезия                           | Вьетнам                             |
| 2015                                | Сингапур (Сингапур)                 | Таиланд                             | Вьетнам                             | Мьянма Индонезия                    |
| 2017                                | Куала-Лумпур (Малайзия)             | Таиланд                             | Индонезия                           | Вьетнам                             |
| 2019                                | Пасиг (Филиппины)                   | Индонезия                           | Филиппины                           | Таиланд                             |
| 2022                                | Куангнинь (Вьетнам)                 | Индонезия                           | Вьетнам                             | Камбоджа                            |
| 2023                                | Пномпень (Камбоджа)                 | Индонезия                           | Камбоджа                            | Вьетнам                             |

### Женщины
| Год                                 | Место проведения                    | Золото                              | Серебро                             | Бронза                              |
| Игры полуострова Юго-Восточной Азии | Игры полуострова Юго-Восточной Азии | Игры полуострова Юго-Восточной Азии | Игры полуострова Юго-Восточной Азии | Игры полуострова Юго-Восточной Азии |
| ----------------------------------- | ----------------------------------- | ----------------------------------- | ----------------------------------- | ----------------------------------- |
| 1965                                | Куала-Лумпур (Малайзия)             | Таиланд                             | Бирма                               | Сингапур                            |
| 1967                                | Бангкок (Таиланд)                   | Таиланд                             | Бирма                               | Южный Вьетнам                       |
| 1969                                | Рангун (Бирма)                      | Бирма                               | Сингапур                            | Таиланд                             |
| 1971                                | Куала-Лумпур (Малайзия)             | Таиланд                             | Бирма                               | Южный Вьетнам                       |
| 1973                                | Сингапур (Сингапур)                 | Кхмерская Республика                | Таиланд                             | Сингапур                            |
| 1975                                | Бангкок (Таиланд)                   | Таиланд                             | Бирма                               | Сингапур                            |
| Игры Юго-Восточной Азии             |                                     |                                     |                                     |                                     |
| 1977                                | Куала-Лумпур (Малайзия)             | Филиппины                           | Индонезия                           | Таиланд                             |
| 1979                                | Джакарта (Индонезия)                | Филиппины                           | Индонезия                           | Вьетнам                             |
| 1981                                | Манила (Филиппины)                  | Филиппины                           | Индонезия                           | Сингапур                            |
| 1983                                | Сингапур (Сингапур)                 | Индонезия                           | Филиппины                           | Малайзия                            |
| 1985                                | Бангкок (Таиланд)                   | Филиппины                           | Таиланд                             | Индонезия                           |
| 1987                                | Джакарта (Индонезия)                | Филиппины                           | Индонезия                           | Таиланд                             |
| 1989                                | Куала-Лумпур (Малайзия)             | Таиланд                             | Индонезия                           | Бирма                               |
| 1991                                | Манила (Филиппины)                  | Таиланд                             | Индонезия                           | Филиппины                           |
| 1993                                | Сингапур (Сингапур)                 | Филиппины                           | Таиланд                             | Индонезия                           |
| 1995                                | Чиангмай (Таиланд)                  | Таиланд                             | Филиппины                           | Мьянма                              |
| 1997                                | Джакарта (Индонезия)                | Таиланд                             | Филиппины                           | Вьетнам                             |
| 2001                                | Куала-Лумпур (Малайзия)             | Таиланд                             | Вьетнам                             | Филиппины                           |
| 2003                                | Ханой (Вьетнам)                     | Таиланд                             | Вьетнам                             | Филиппины                           |
| 2005                                | Манила (Филиппины)                  | Таиланд                             | Вьетнам                             | Филиппины                           |
| 2007                                | Накхонратчасима (Таиланд)           | Таиланд                             | Вьетнам                             | Индонезия                           |
| 2009                                | Вьентьян (Лаос)                     | Таиланд                             | Вьетнам                             | Индонезия                           |
| 2011                                | Палембанг (Индонезия)               | Таиланд                             | Вьетнам                             | Индонезия                           |
| 2013                                | Нейпьидо (Мьянма)                   | Таиланд                             | Вьетнам                             | Индонезия                           |
| 2015                                | Сингапур (Сингапур)                 | Таиланд                             | Вьетнам                             | Индонезия, Сингапур                 |
| 2017                                | Куала-Лумпур (Малайзия)             | Таиланд                             | Индонезия                           | Вьетнам                             |
| 2019                                | Пасиг (Филиппины)                   | Таиланд                             | Вьетнам                             | Индонезия                           |
| 2022                                | Куангнинь (Вьетнам)                 | Таиланд                             | Вьетнам                             | Индонезия                           |
| 2023                                | Пномпень (Камбоджа)                 | Таиланд                             | Вьетнам                             | Индонезия                           |

## Регламент
Волейбольные турниры на Играх Юго-Восточной Азии 2023 прошли с 3 по 14 мая 2023 в Пномпене (Камбоджа). В мужском волейбольном турнире приняли участие 8 сборных. Соревнования состояли из предварительного этапа (2 группы) и плей-офф (полуфиналы за 1-4 и 5-8 места и матчи за 7-е, 5-е, 3-е места и финал). Чемпионский титул выиграла Индонезия, победившая в финале Камбоджу 3:0. В матче за 3-е место Вьетнам обыграл Таиланд 3:0. 5-е место заняли Филиппины, 6-е — Сингапур, 7-е — Мьянма, 8-е — Малайзия.
В женском турнире приняли участие также 8 сборных, игравшие по такой же системе, что и мужские команды. Чемпионский титул в 14-й раз подряд (всего 16-й титул) выиграл Таиланд, победивший в финале Вьетнам 3:1. В матче за 3-е место Индонезия выиграла у Филиппин 3:1. 5-е место занял Сингапур, 6-е — Малайзия, 7-е — Мьянма, 8-е — Камбоджа.